# Trachyopella leucoptera
Trachyopella leucoptera är en tvåvingeart som först beskrevs av Alexander Henry Haliday 1836.  Trachyopella leucoptera ingår i släktet Trachyopella och familjen hoppflugor. Arten är reproducerande i Sverige. Inga underarter finns listade i Catalogue of Life.